# 绿宽嘴鸫
绿宽嘴鸫（学名：Cochoa viridis）为鶲科宽嘴鸫属的鸟类，俗名绿鸫。分布于中国南疆诸邻国以及中国大陆的云南、福建等地，主要生活于常绿阔叶林内以及或出没于小溪边、常绿密林及险峻的地方。该物种的模式产地在尼泊尔。
其种加词“viridis”意为“绿色的”。